# Titularbistum Euroea in Epiro
Euroea in Epiro (ital.: Eurea di Epiro) ist ein Titularbistum der römisch-katholischen Kirche.
Es geht zurück auf ein früheres Bistum in der römischen Provinz Macedonia bzw. Epirus Vetus im heutigen Albanien. Das Bistum gehörte der Kirchenprovinz Nikopolis an.
| Titularbischöfe von Euroea in Epiro |                                                     | |                    |                    |
| Nr.                                 | Name                                                | Amt | von                | bis                |
| 1                                   | Jean de Brunet de Pujols de Castelpers de Panat     | Weihbischof in Albi (Frankreich) | 30. September 1739 |                    |
| 2                                   | Joachin Salvetti OFM (Gioacchino Domenico Salvetti) | Apostolischer Vikar von Shanxi (China)                                                                                                 | 21. Februar 1815   | 21. September 1843 |
| 3                                   | Johann Baptist Judas Thaddeus von Keller            | Weihbischof in Augsburg (Deutschland)                                                                                                  | 4. August 1816     | 28. Januar 1828    |
| 4                                   | Gabriel Grioglio OFM                                | Apostolischer Vikar von Shanxi (China)                                                                                                 | 2. März 1844       | 9. Januar 1891     |
| 5                                   | Salvatore di Pietro SJ                              | Apostolischer Vikar von Britisch-Honduras (Belize)                                                                                     | Feb 1893           | 23. August 1898    |
| 6                                   | Jean-Baptiste-Marie Budes de Guébriant MEP          | Apostolischer Vikar von Kienchang Apostolischer Vikar von Canton (China) Generalsuperior der Gesellschaft des Pariser Missionsseminars | 12. August 1910    | 11. Dezember 1921  |
| 7                                   | Giovanni Battista Peruzzo CP                        | Weihbischof in Mantua (Italien) | 18. Januar 1924    | 19. Oktober 1928   |
| 8                                   | Pedro Dionisio Tibiletti                            | Weihbischof in Corrientes (Argentinien)                                                                                                | 25. Januar 1929    | 13. September 1934 |
| 9                                   | Florentino Asensio Barroso                          | Apostolischer Administrator von Barbastro (Spanien)                                                                                    | 11. November 1935  | 9. August 1936     |
| 10                                  | Alfredo del Tomba                                   | emeritierter Bischof von Montalcino (Italien)                                                                                          | 10. Juli 1937      | 10. August 1944    |
| 11                                  | Ezio Barbieri                                       | Weihbischof in Pisa (Italien) | 21. Juli 1945      | 2. August 1949     |
| 12                                  | Policarpo da Costa Vaz                              | Weihbischof in Porto Weihbischof in Lissabon (Portugal)                                                                                | 17. April 1950     | 29. Januar 1954    |
| 13                                  | João Pereira Venâncio                               | Weihbischof in Leiria (Portugal) | 30. September 1954 | 13. September 1958 |
| 14                                  | Alfonso Niehues                                     | Weihbischof in Lages (Brasilien) | 8. Januar 1959     | 3. August 1965     |